# Horeftra
Horeftra (grec: Χορεύτρα) és una entitat de població del municipi de Messini, a unitat perifèrica de Messènia, Grècia. L'any 2001 tenia 89 habitants. El juny de 2007 Horeftra fou afectada pels incendis forestals a Grècia del 2007 que van assolar el Peloponnès l'estiu d'aquell any.